# Historia de una noche (película de 1963)
 Historia de una noche  es una película argentino-española del género de drama filmada en blanco y negro dirigida por Luis Saslavsky sobre su propio guion escrito en colaboración con Carlos Aden según la obra teatral Mañana es feriado, del dramaturgo austríaco Leo Perutz que se estrenó el 28 de enero de 1963 y que tuvo como protagonistas a Paquita Rico, Simón Andreu, Rafaela Aparicio, Rafael Bardem, Maite Blasco, Julia Caba Alba, Lina Canalejas e Isabel de Pomés. Hay otra versión anterior de la obra filmada por el mismo director en 1941 en Argentina.

## Sinopsis
Un hombre regresa al pueblo sin dinero después de un largo tiempo y se encuentra con su exnovia, con la que acordó escribirse cada día (cosa que no cumplió) y llevar cada uno un anillo mientras durase su amor. El anillo, a escondidas lo llevan los dos pero por causa de un accidente su exnovia decide quitárselo ya que se encuentra casada y con una hija en situación económica desesperada.

## Reparto
- Simón Andreu	... 	Antonio
- Rafaela Aparicio	... 	Consuelo
- Rafael Bardem	... 	Don Jerónimo
- Joaquín Bergía	... 	Villasante
- Francisco Bernal	... 	López
- Maite Blasco
- Julia Caba Alba	... 	Luisa
- Lina Canalejas	... 	Mayte
- Juan Cazalilla	... 	Vázquez
- Isabel de Pomés
- Rodolfo del Campo
- Enrique Diosdado
- Maritsenka Domowslaski
- Emilio S. Espinosa
- Antonio Gandía
- Pilar Gómez Ferrer	... 	Ángeles
- Rafael Hernández	... 	Fernando
- Rufino Inglés	... 	Julián
- Cándida Losada	... 	Josefina
- Adolfo Marsillach	... 	Héctor
- Alfredo Mayo	... 	Matías
- Jorge Mistral	... 	Fermín
- Antonio Moreno
- Narciso Ojeda
- Paquita Rico	... 	Ester
- Luis Rivera	... 	Sergio
- Amalia Rodríguez
- Manuel Rojas
- Miguel Ángel Salomón
- Julio Sanjuán
- Ena Sedeño
- José María Seoane	... 	Un policía
- Antonio Vegas
- Ricardo Vegas
- Aníbal Vela hijo	... 	Víctor